# Hauptstraße 18 (Frickenhausen am Main)

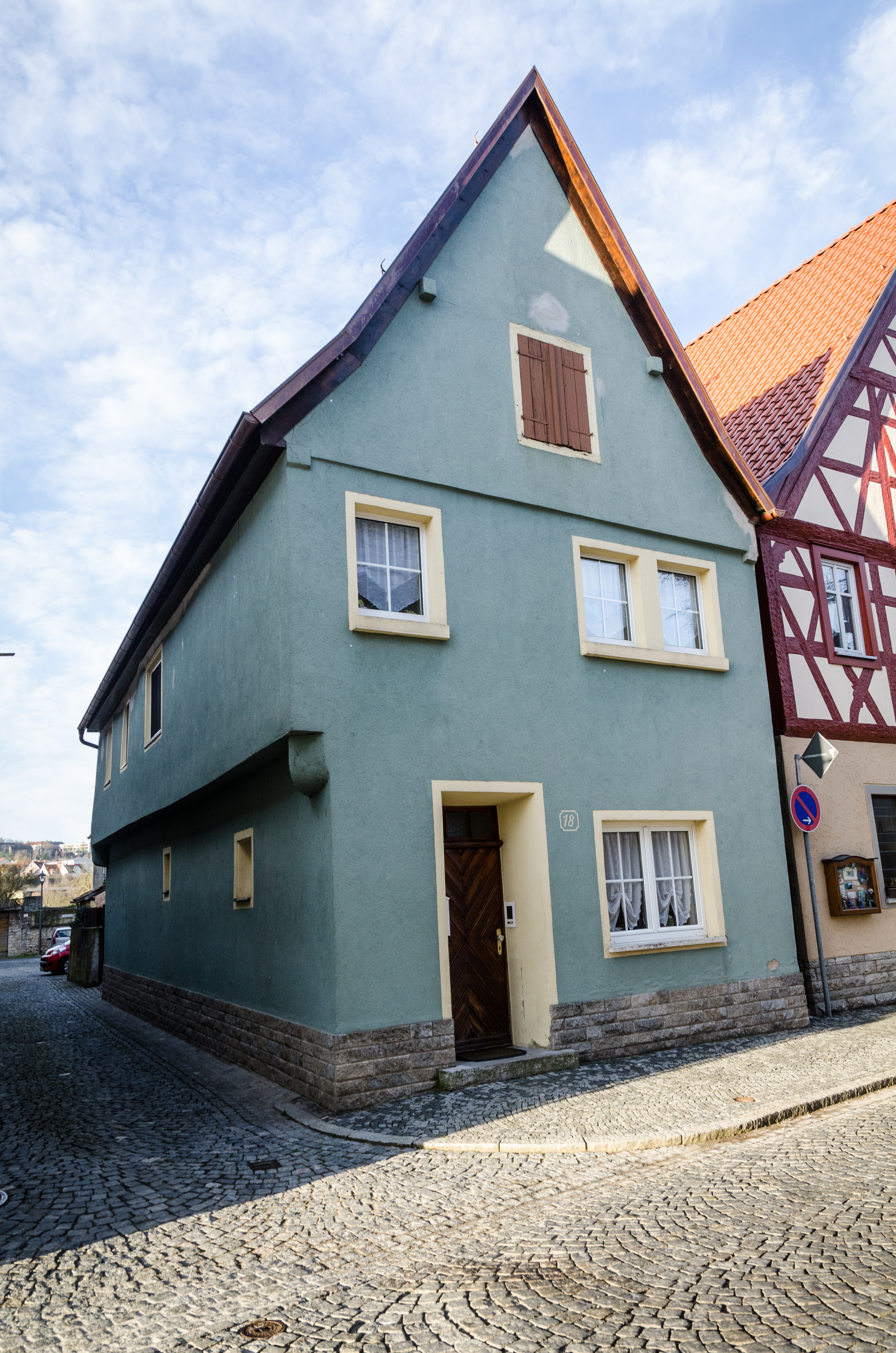
Gebäude Hauptstraße 18 in Frickenhausen am Main

Das Gebäude Hauptstraße 18 in Frickenhausen am Main, einer Marktgemeinde im unterfränkischen Landkreis Würzburg in Bayern, wurde im Kern im 16./17. Jahrhundert errichtet. Das Wohnhaus an der Ecke zur Maingasse ist ein geschütztes Baudenkmal.
Der zweigeschossige verputzte Satteldachbau hat einen Fachwerkobergeschoss, der an der Traufseite auskragt.
Das Gebäude wurde in den letzten Jahren umfassend renoviert.